# XT-97突擊步槍
XT-97突擊步槍是中華民國陸軍第一種設計生產與配發服役的5.56公釐和9公釐雙用口徑步槍，2009年台北國際航太暨國防工業展公開發表。

## 設計
XT-97採用模組化和戰術滑軌設計，在設計上以比利時FN SCAR突擊步槍與捷克CZ 805布倫突擊步槍為藍本，同時加上來自德國HK MP5衝鋒槍的設計理念而成。是針對現代步兵、空降部隊、陸戰隊、砲兵及裝步車載人員所開發之新式多功能步槍；全槍採模組化設計，裝拆便捷，有效簡化維修作業，提昇槍枝妥善率；另具不同口徑槍管快速更換功能、前置左右拉柄及可調式摺疊槍托，以因應操作及戰場需求；且備有多用途戰術滑軌及可摺式照門與準星，可迅速與各式光學瞄準具結合，執行日、夜間作戰任務，操作使用彈性大，適合城鎮、叢林等作戰環境使用。

## 採用
XT-97屬於試驗型突擊步槍，並無戰備部隊使用，修改精進後已成為MSR突擊步槍（XT-105）的發展基礎。

## 性能諸元
- 口徑：5.56mm/9mm(口徑隨槍管更換)
- 膛線：177.8mm/轉 6條右旋、254mm/轉 6條右旋
- 精度：20公分/100公尺、50公分/100公尺
- 彈匣容量：30發/15發
- 5.56mm步槍全長：850mm(槍托全開)、770mm(槍托全縮)、580mm(槍托折疊)
- 9mm衝鋒槍全長：690mm(槍托全開)、640mm(槍托全縮)、470mm(槍托折疊)
- 作用方式：氣體傳動/藥筒氣壓
- 射擊方式：半自動、全自動/藥筒氣壓
- 槍全重：4公斤(不含彈匣)、3.5公斤(不含彈匣)
- 有效射程：600公尺/150公尺